# Loi sur les fainéants et les malfaiteurs
La loi sur les fainéants et les malfaiteurs (en espagnol : ley de vagos y maleantes) a été une loi du Code pénal espagnol du 4 août 1933, portant sur le traitement des vagabonds, nomades, proxénètes et tout autre groupe considéré comme antisocial, et qui a postérieurement été modifiée pour réprimer également les homosexuels. Aussi connue populairement sous le nom de « la Gandula » (« la tire-au-flanc »), la loi a été approuvée par consensus de tous les groupes politiques de la Seconde République pour le contrôle des mendiants, personnes sans métier connu et proxénètes.
Cette loi ne sanctionnait pas des délits, mais tentait de prévenir leur commission future, et ne comportait pas de peines mais des mesures de contrôle et de rétention d'individus supposément dangereux. Elle pouvait ainsi être utilisée arbitrairement pour la répression des personnes sans ressources.

## Modifications
La loi su 15 juillet 1954 est modifier de sorte à inclure les homosexuels (elle s'applique désormais aux «homosexuales, rufianes y proxenetas» [« homosexuels, les souteneurs et proxénètes »]) parmi les personnes condamnables à une rééducation dans les prisons et dans les dénommées «Casas de templanza» « (maisons de tempérance »). L’objectif de la législation n’était pas de punir mais de parvenir à une « réhabilitation » des homosexuels. Les prisons et les hôpitaux psychiatriques seront les instruments thérapeutiques les plus courants pour y parvenir. Le sujet de la réhabilitation forcée des homosexuels est évoqué dans l'œuvre du romancier Joan Baptista Mengual (Isal Tròlec).
En 1970, elle a été remplacée par la loi sur la dangerosité et la réhabilitation sociale, votée dans des termes très semblables, mais qui comportait des peines allant jusqu'à cinq années d'emprisonnement dans les prisons ou des asiles pour les homosexuels "et autres individus considérés dangereux, pour leur réhabilitation".